# Коачела (Калифорнија)
Коачела (енгл. Coachella) град је у америчкој савезној држави Калифорнија. По попису становништва из 2010. у њему је живело 40.704 становника.

## Демографија
Према попису становништва из 2010. у граду је живело 40.704 становника, што је 17.980 (79,1%) становника више него 2000. године.
| Група             | 2000.          | 2010.          |
| Белци             | 363 (1,6%)     | 933 (2,3%)     |
| Афроамериканци    | 103 (0,5%)     | 320 (0,8%)     |
| Азијати           | 71 (0,3%)      | 266 (0,7%)     |
| Хиспаноамериканци | 22.132 (97,4%) | 39.254 (96,4%) |
| Укупно            | 22.724         | 40.704         |